# La Vie secrète d'Edgar Briggs
La Vie secrète d'Edgar Briggs (The Top Secret Life of Edgar Briggs) est une série télévisée britannique en treize épisodes de 30 minutes, créée par Bernard McKenna et Richard Laing et diffusée du 15 septembre au 20 décembre 1974 sur la BBC.
En France, la série a été diffusée à partir du 27 avril 1979 sur Antenne 2. Elle reste inédite dans les autres pays francophones.

## Synopsis
Cette série met en scène, Edgar Briggs, un agent des services secrets britanniques, particulièrement incompétent.

## Distribution
- David Jason : Edgar Briggs
- Noel Coleman (en) : Le Commandant
- Michael Stainton : Buxton
- Barbara Angell (en) : Jennifer Briggs
- Mark Eden : Spencer
- Elizabeth Counsell (en) : Cathy
- Gary Waldhorn : Greville

## Épisodes
1. A Dinner Date With Death
2. The Defector
3. The Leak
4. The Escape Route
5. The Traitor
6. The Abduction
7. The Exchange
8. The Courier
9. The KGB
10. The Drawing
11. The President
12. The Appointment
13. The Contact

## Commentaires
Cette série qui se voulait être une version britannique du célèbre Max la Menace ne connut aucun succès auprès du public et s'arrêta après seulement treize épisodes.